# A Dança da Galinha Azul
"A Dança da Galinha Azul" é uma canção lançada pelo apresentador de televisão e cantor brasileiro Gugu Liberato em 1989, através da gravadora Gel Continental. A música foi lançada em um compacto simples, que também incluía a faixa "Pega o Meu Peru" em seu lado B.
Composta por Bira, Marcão e Roberto Manzoni, "A Dança da Galinha Azul" foi criada com a intenção de promover a marca de alimentos Maggi. A letra da música faz referência à galinha azul, símbolo da marca, e foi escrita para fortalecer a identidade visual e publicitária da Maggi.
O personagem da galinha azul foi criado por Jesus Seda, um ator e artista plástico conhecido por criar bonecos para programas infantis do Sistema Brasileiro de Televisão (SBT). O desenho, portanto, trazia consigo um apelo visual e lúdico, característico das produções televisivas infantis da época. Além de ser lançada em disco, a canção era cantada no programa Viva a Noite, e rapidamente ganhou popularidade.
A faixa "Pega o Meu Peru", que serviu como cara B do compacto, apresentava um duplo sentido disfarçado com uma melodia infantil, algo comum nas produções musicais da época.
Durante os anos 1980, Gugu Liberato conseguiu vender centenas de milhares de cópias com esse e outros discos, consolidando-se como um dos principais nomes da música e da televisão brasileira.

## Lista de faixas
- Créditos adaptados da contracapa do compacto simples A Dança Da Galinha Azul / Pega O Meu Peru.[2]

Lado A
| N.º | Título                    | Compositor(es)                            | Duração |  |
| 1.  | "A Dança da Galinha Azul" | Bira Gugu Liberato Marcão Roberto Manzoni |         |  |

Lado B
| N.º | Título            | Compositor(es)                    | Duração |  |
| 1.  | "Pega o Meu Peru" | Liberato Jr Kelly Roberto Manzoni |         |  |